# Bilal Nichols
Bilal Nichols (* 14. September 1996 in Newark, Delaware) ist ein US-amerikanischer American-Football-Spieler. Er spielt bei den Arizona Cardinals in der National Football League (NFL) auf der Position des Defensive Tackle.

## Frühe Jahre
Nichols ging auf die Highschool in Glasgow, Delaware. Später besuchte er die University of Delaware. Für seine Leistungen im Collegefootballteam wurde er 2017 ins All-Colonial-Athletic-Association-Team gewählt.

## NFL

### Chicago Bears
Nichols wurde im NFL-Draft 2018 in der fünften Runde an 145. Stelle von den Chicago Bears ausgewählt. Nichols spielte am zehnten Spieltag seiner ersten Saison das erste Mal von Anfang an und konnte direkt seinen ersten kompletten Sack gegen Quarterback Matthew Stafford verzeichnen. Auch am 17. Spieltag im Spiel gegen die Minnesota Vikings gelang ihm ein Sack gegen Kirk Cousins.
Am zweiten Spieltag seiner zweiten NFL-Saison brach er sich die Hand und fiel für die nächsten drei Spieltage aus. In der Zwischenzeit verletzte sich Akiem Hicks, für den er nach seiner Rückkehr in die Startelf rückte. In der Saison 2020 rückte er in die Startelf, weil Eddie Goldman auf Grund der Corona-Pandemie die Saison aussetzte. Am 13. Spieltag gelang ihm im Spiel gegen die Detroit Lions ein Sack gegen Matthew Stafford und eine Interception gegen ebendiesen.

### Las Vegas Raiders
Am 17. März 2022 unterzeichnete Nichols einen Vertrag bei den Las Vegas Raiders.

### Arizona Cardinals
Im März 2024 nahmen die Arizona Cardinals Nichols unter Vertrag.